# Шуя (станция)
Шу́я — железнодорожная станция 3 класса Ярославского региона Северной железной дороги. Расположена в городе Шуя Ивановской области, в 34 километрах от станции Иваново.

## История
Открыта в 1868 году, при начале эксплуатации Шуйско-Ивановской железной дороги.
Здание вокзала построено в конце XIX века.

## Топоним
Названа по городу, в котором расположена.

## Краткая характеристика
Станцию пересекает однопутный неэлектрифицированный участок с Новок до Иваново.
Железнодорожное сообщение имеется с Москвой (четыре скоростных поезда «Ласточка» в день), Санкт-Петербургом, Нижним Новгородом (ежедневно), Самарой и Уфой (через день).
Есть пригородные поезда "Орлан" до Иваново (3 в день), Коврова (2 в день), Савино. 
Адрес — Вокзальная площадь 1.
Соседние станции (ТР4): 318914 Ворожино и 319014 Ладыгино